# غوستاف كاسل
غوستاف كاسل (بالسويدية: Karl Gustav Cassel)‏ من مواليد 1866 في استوكهولم، اقتصادي سويدي، أسهم في تطوير النظريات الاقتصادية، وخاصة ما يتعلق بالشؤون المالية الدولية. اشتهر عقب الحرب العالمية الأولى بنظريته المعروفة بنظرية تكافؤ القوة الشرائية التي ترمي إلى بيان العوامل التي تتحكم في قيمة عملة بلد ما، من حيث علاقتها بعملات البلاد الأخرى. توفي في 1945.

## كتبه
من أشهر كتبه: « نظرية الاقتصاد الاجتماعي » 1918.

## روابط خارجية
- غوستاف كاسل على موقع الموسوعة البريطانية (الإنجليزية)